# Patrick Wilson
Patrick Joseph Wilson (Norfolk, 3 juli 1973) is een Amerikaans acteur en zanger. Hij werd voor zijn rol in de miniserie Angels in America genomineerd voor onder meer een Golden Globe en een Emmy Award. Daarnaast werd hij drie jaar achter elkaar genomineerd voor een Golden Satellite Award dankzij zijn rollen in aaneenvolgend Angels in America, The Phantom of the Opera en Little Children. Voor zijn rol in het tweede seizoen van de Amerikaanse anthologieserie Fargo (televisieserie) werd hij genomineerd voor een Golden Globe.
Wilson stamt uit een familie vol zangers en werd er zelf ook een. Na in het theater te hebben geacteerd, maakte hij in 2003 zijn debuut voor de camera als Quinn in de film My Sister's Wedding. Hij groeide vervolgens uit tot acteur op de voorgrond en had hoofdrollen in onder meer Hard Candy en Little Children.
Wilson trouwde in 2005 met de Poolse actrice Dagmara Dominczyk. Op 23 juni 2006 kregen ze een zoon die ze Kalin Patrick Wilson noemden. Hun tweede zoon Kassian McCarrel werd geboren op 9 augustus 2009. Sinds 2010 is Wilson te zien als Josh Lambert in de Insidious-filmreeks. Sinds 2013 is Wilson te zien als Ed Warren in de films van The Conjuring Universe.

## Filmografie
- Biblioteca Nacional de España: XX1737066
- Bibliothèque nationale de France: cb15036197d (data)
- Catàleg d'autoritats de noms i títols de Catalunya: 981058514723306706
- Gemeinsame Normdatei: 143643479
- International Standard Name Identifier: 0000 0001 1700 9130
- Library of Congress Control Number: no2003094708
- Nationale Bibliotheek van Letland: 000337629
- MusicBrainz: 273e1390-125a-4a33-a4b8-c628fe573832
- Nationale Bibliotheek van Tsjechië: pna2011621610
- Nationale Bibliotheek van Israël: 987007422646205171
- Nationale Bibliotheek van Polen: a0000002873090
- Nederlandse Thesaurus van Auteursnamen: 298104741
- Istituto Centrale per il Catalogo Unico: IEIV023900
- SNAC: w63b74vq
- Système universitaire de documentation: 136908403
- Virtual International Authority File: 119513706
- WorldCat: E39PBJqVV3cFPvqmhQfFR8Rh73